# Étoile variable de type FK Comae Berenices
Les étoiles variables de type FK Comae Berenices sont un type d'étoiles variables dont les variations de luminosité sont de seulement quelques dixièmes de magnitude. Ce sont des géantes de type spectral G ou K qui tournent sur elles-mêmes à grande vitesse et dont la surface possède une luminosité non uniforme. La période de variation de ces variables correspond à leur période de rotation, mais il pourrait s'agir également de systèmes binaires spectroscopiques. Il est possible que ces étoiles représentent une étape postérieure de l'évolution d'un système binaire ayant une enveloppe commune, et où les deux noyaux ont déjà fusionné.
FK Comae Berenices — prototype de la classe —, 31 Comae Berenices (LS Comae Berenices), 28 Monocerotis (V645 Monocerotis), UZ Librae et HR 9024 (OU Andromedae) sont des exemples de ce type de variables.